# اورسته کونته
اورسته کونته (ایتالیایی: Oreste Conte; ۱۹ ژوئیهٔ ۱۹۱۹ – ۷ اکتبر ۱۹۵۶) دوچرخه‌سوار اهل ایتالیا بود. وی در مسابقات تور دو فرانس و جیرو دیتالیا شرکت کرده است.